# 1 złoty 1949

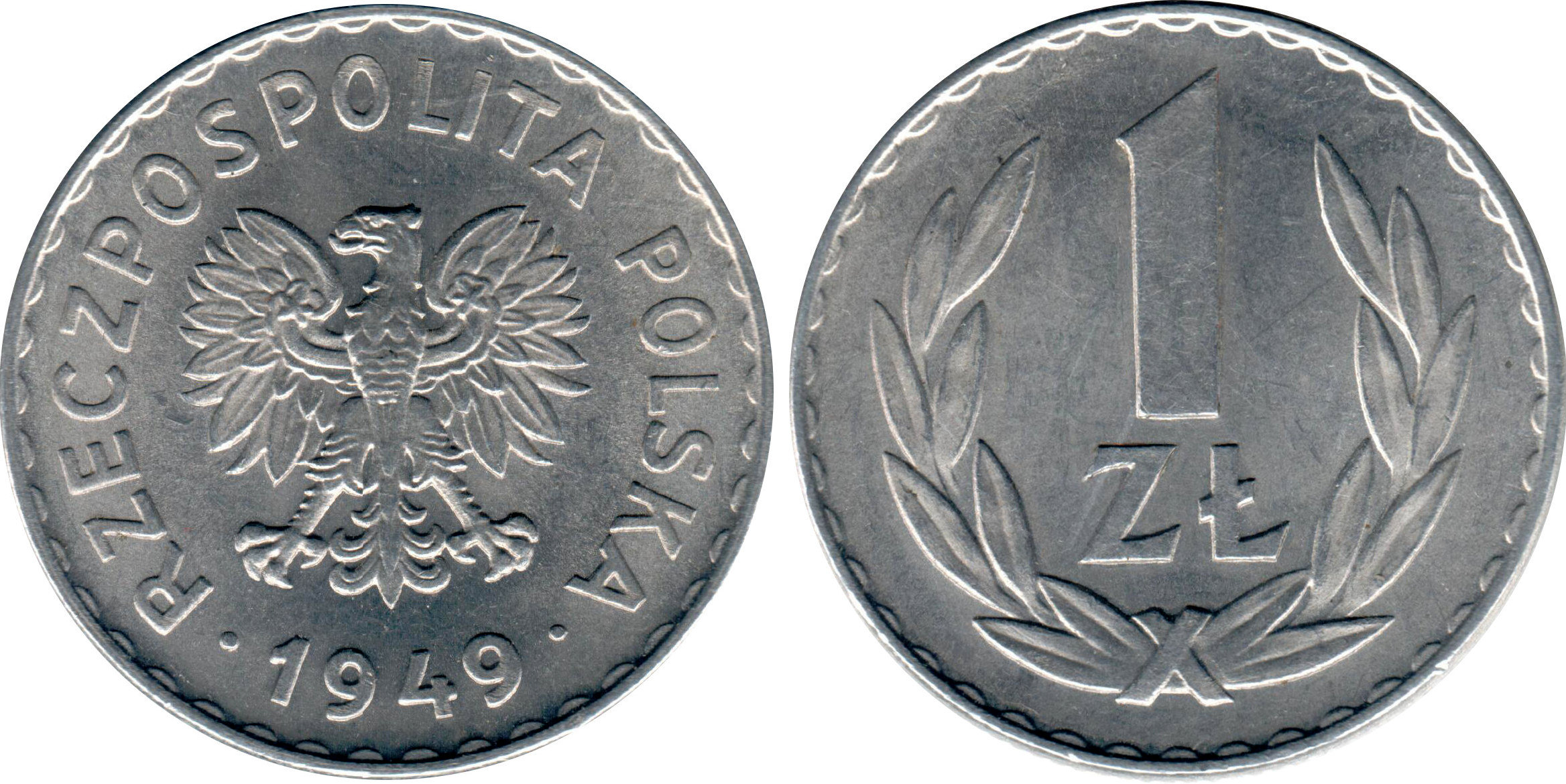
Odmiana w alupolonie

1 złoty 1949 – moneta jednozłotowa, wybita w miedzioniklu i alupolonie. Odmiana w miedzioniklu wprowadzona do obiegu w dniu reformy walutowej z 30 października 1950 r., zarządzeniem z 14 lutego 1951 r. (M.P. z 1951 r. nr 14, poz. 196), odmiana w alupolonie wprowadzona do obiegu 26 września 1956 r. zarządzeniem Ministra Finansów z 12 września 1956 (M.P. z 1956 r. nr 80, poz. 963). Moneta została wycofana z obiegu z dniem denominacji 1 stycznia 1995 r. zarządzeniem prezesa Narodowego Banku Polskiego z 18 listopada 1994 r. (M.P. z 1994 r. nr 61, poz. 541).
Na monecie nie ma umieszczonego znaku mennicy.

## Awers
W centralnym punkcie umieszczono godło – orła bez korony, poniżej rok „1949”, dookoła napis „RZECZPOSPOLITA POLSKA” (nazwa państwa obowiązująca do 1952 roku).

## Rewers
Na tej stronie monety znajdują się cyfrę „1”, poniżej napis „ZŁ” dookoła gałązka laurowa przepasana pośrodku wstążką.

## Nakład
Moneta została wybita z rantem ząbkowanym na krążku o średnicy 25 mm, masie 7 gramów (miedzionikiel) oraz 2,12 grama (alupolon). Projektantami byli:
- Andrej Peter (awers) oraz
- Josef Koreň i Anton Hám (rewers).

Odmianę w miedzioniklu wybito w 1949 r. w liczbie 87 053 000 sztuk w Kremnicy. Odmianę w alupolonie wybito w 1956 r. w mennicy w Warszawie w liczbie 43 000 000 sztuk.

## Opis
Średnica monety jest identyczna ze średnicą złotówki z 1929 roku bitej w okresie II Rzeczypospolitej. W przypadku odmiany miedzioniklowej identyczna jest również masa monet.
Odmiana w alupolonie, już w dniu wprowadzania do obiegu, miała niepoprawną nazwę państwa – od 1952 r. była to Polska Rzeczpospolita Ludowa.
Od 27 czerwca 1957 roku aż do dnia denominacji z 1 stycznia 1995 roku, w obiegu krążyły obok siebie złotówki z dwoma wariantami nazwy państwa:
- Rzeczpospolita Polska (1949) oraz
- Polska Rzeczpospolita Ludowa (1957–1990).

## Wersje próbne
Istnieją wersje tej monety należące do serii próbnych w mosiądzu i niklu pierwsza z wklęsłym druga wypukłym napisem „PRÓBA”, wybite w nakładzie 100 i 500 sztuk odpowiednio. Katalogi podają również istnienie wersji próbnej technologicznej w aluminium wybitej w nieznanym nakładzie.